# Lucainena de las Torres
Lucainena de las Torres là một đô thị thuộc tỉnh Almería, ở cộng đồng tự trị Andalusia, Tây Ban Nha. Đô thị này có diện tích 123 km², dân số năm 2005 là 664 người.

## Biến động dân số
| 1999 | 2000 | 2001 | 2002 | 2003 | 2004 | 2005 |
| ---- | ---- | ---- | ---- | ---- | ---- | ---- |
| 595  | 656  | 670  | 668  | 621  | 610  | 664  |

Nguồn: INE (Tây Ban Nha)